# Gregori III de Túsculum
Gregori III de Túsculum fou fill de Gregori II de Túsculum al que va succeir en el comtat i altres possessions familiars vers el 1058. Fou el pare de Ptolemeu I de Túsculum que el va succeir. És considerat l'ancestre de la família Família Colonna.